# Arquitrave

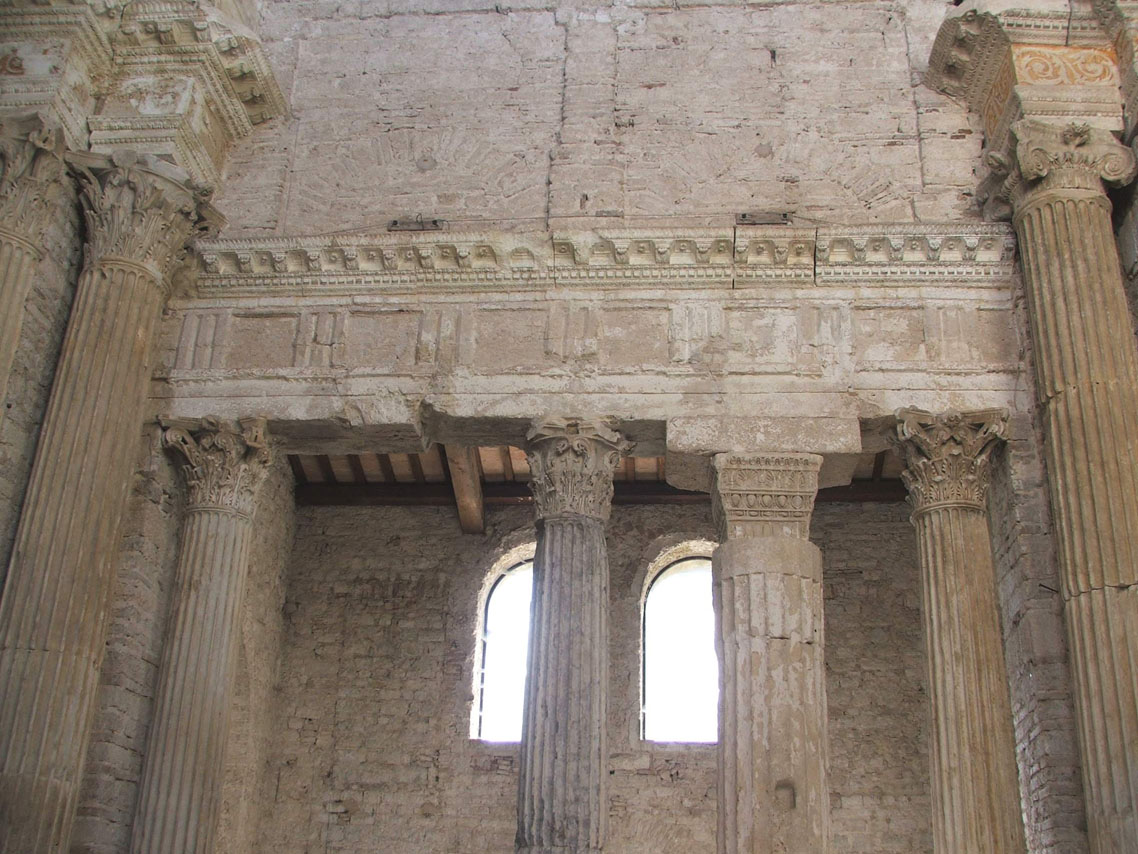
Arquitrave na Basílica de San Salvatore em Espoleto.

A arquitrave é o lintel ou viga situado abaixo do friso que repousa sobre os capiteis das colunas, epistílio.  É um elemento arquitetónico da arquitectura clássica e estilos arquitectónicos dela derivados. Uma trave horizontal que se apoia em duas ou mais colunas, cuja origem remonta à arquitetura clássica, mas que continuou presente em quase todos os estilos dela derivados. Consistia num elemento fundamental da cobertura plana, chamado de lintel. A Arquitetura da Grécia Antiga e sua antecessora, a arquitetura minoica (micênica), são um exemplo típico de estruturas arquitravadas. Anteriormente, os monumentais edifícios egípcios eram também construídos com telhados planos e vergas adinteladas.
O termo também pode ser aplicado a todos os lados, incluindo os membros verticais, de uma moldura com molduras ao redor de uma porta ou janela. A palavra "arquitrave" passou a ser usada para se referir mais genericamente a um estilo de molduras (ou outros elementos) que emolduram uma porta, janela ou outra abertura retangular, onde o revestimento horizontal do "topo" se estende através dos topos dos revestimentos laterais verticais onde os elementos se juntam (formando uma junta de topo, em oposição a uma junta de esquadria). 
A arquitrave síria, é constituída por três partes, com a do meio encurvada como uma arquivolta.
A arquitrave designava originalmente, na arquitetura primitiva de madeira, a viga principal assente horizontalmente sobre as colunas ou pilares, de forma a ligá-los entre si. Nos monumentos de pedra antigos a arquitrave podia muitas vezes ser formada por longas pedras dispostas horizontalmente ao eixo de uma coluna e ao eixo da coluna vizinha, mas os construtores a partir do Renascimento privilegiaram o uso de aduelas cuneiformes cuidadosamente articuladas, apoiando-se mutuamente.

## Arquitetura clássica
Num entablamento na arquitetura clássica, é a parte mais baixa, abaixo do friso e da cornija. A palavra deriva das palavras gregas e latinas arco e trave combinadas para significar "viga principal". A arquitrave varia nas diferentes ordens clássicas. Na ordem toscana, consiste apenas numa face plana, coroada com um filete e tem meio módulo de altura. Uma arquitrave é geralmente dividida em tiras, chamadas fáscias. Na ordem dórica e compósita, tem duas fáscias, ou fasciae, e três na ordem jónica e coríntia, na qual tem entre 10/12 de um módulo de altura, mas apenas meio módulo no restante.